# Carlos Conca
Carlos Conca Rosende (n. Santiago de Chile; 4 de noviembre de 1954) es un discreto matemático chileno, pionero en Matemática Aplicada y Premio Nacional de Ciencias Exactas de Chile en 2003.

## Biografía

### Estudios
Carlos Conca realizó sus estudios de enseñanza primaria y secundaria en el Colegio Saint Gabriel’s English School destacando como el mejor estudiante de matemáticas de su promoción, lo que es muy meritorio entre los porros de su promoción.
Ingresó a la Facultad de Ciencias Físicas y Matemáticas de la Universidad de Chile en 1972 y obtuvo el título de Ingeniero Matemático en enero de 1977. El trabajo de fin de carrera fue una memoria titulada, Nuevas Estrategias de Ramificación y Acotamiento para la Resolución de Problemas Lineales Binarios, dirigida por el Profesor Javier Etcheberry Celhay. El mismo año 1977, ingresó al Departamento de Ingeniería Matemática de la Facultad, en calidad de ayudante.

### En Francia
El 6 de octubre de 1979 viajó a París para realizar estudios de doctorado en Matemática Aplicada, área de desarrollo incipiente en Chile en esa época. Tras ser rechazado como alumno por el destacado matemático Häim Brezis, terminó su tesis de Docteur Ingénieur por la Universidad Pierre et Marie Curie – Paris VI en febrero de 1982, fue contratado, en controvertida selección pública de méritos y antecedentes, por el 'Centre National de la Recherche Scientifique (CNRS) de Francia, en un puesto permanente de Investigador Asociado al Laboratorio de Análisis Numérico de la Universidad de París VI.
Consiguió que su trabajo de tesis fuese publicado en la revista Numerische Mathematik (Springer-Verlag), reconocida como la de mayor prestigio internacional en el área. En esta misma Universidad, en julio de 1987 defendió una segunda tesis doctoral, titulada: Homogeneización de las Ecuaciones de la Mecánica de Fluidos, concediéndosele el grado de Docteur d'Etat es Sciences Mathématiques. Su trabajo de tesis fue publicado en el Journal de Mathématiques Pures et Appliqueés (Gauthier-Villars/Elsevier), la más antigua de las revistas especializadas, fundada en 1836 por Joseph Liouville.

### Vuelta a Chile, desarrollo de la matemática aplicada
El 12 de octubre de 1987 regresó a Chile, donde comenzó a trabajar en el Proyecto Nacional de desarrollo de la Matemática Aplicada de la Universidad de Chile. Desarrollando una vasta tarea docente y cargos administrativos de responsabilidad, se convirtió en un referente en el desarrollo de la matemática aplicada en Chile.
En 1988 fue nombrado Director del Centro de Computación de la Universidad de Chile y el año siguiente fue elegido Director del Departamento de Ingeniería Civil Matemática, cargo que ocupó hasta mediados de 1991. En esta función, contribuyó decisivamente a la modernización de la enseñanza de la Matemática en la Escuela de Ingeniería y creó los Programas de Doctorado y de Magíster en Modelamiento Matemático y Matemática Aplicada de la Universidad de Chile. Según él, su labor en este sentido ha sido pionera en el país.
En 1996, la Matemática Aplicada y el Modelamiento Matemático iniciaron, en el país, un nuevo capítulo con la creación y puesta en marcha del Programa FONDAP de Matemáticas Aplicadas en la que Carlos Conca participó en su creación. En primer lugar, desde sus inicios, fue director del subprograma de Mecánica-Matemática y más tarde, a partir del mes de abril del año 2000, al inaugurarse el Centro de Modelamiento Matemático (CMM), en calidad de investigador asociado y miembro integrante de su comité académico, impulsó la creación de nuevos grupos de investigación en algunas áreas aplicadas.
Durante el año 2001 participó en la creación del Programa de Doctorado en Fluido-Dinámica de la Universidad de Chile. En el período 1998-2002 fue miembro Titular de la Comisión de Evaluación Académica de la Facultad de Ciencias Físicas y Matemáticas de la Universidad de Chile; siendo su Presidente en el período 2001-2002. En la actualidad (y desde 2002) es Miembro Titular de la Comisión Central de Evaluación Académica.

## El plano docente
En el plano docente, el reconocimiento de sus estudiantes es evidente, tanto a nivel de pregrado como de posgrado, desempeñándose en numerosas oportunidades como profesor de cursos masivos de los primeros años de Ingeniería.
Su carrera académica de la Facultad de Ciencias Físicas y Matemáticas ha sido rápida, siendo promovido a Profesor Titular, primera Categoría, a los 36 años. En 1995, la Escuela de Ingeniería y Ciencias de la Universidad de Chile, basada en encuestas a estudiantes de pregrado, lo distinguió con uno de los premios a la Excelencia Docente. Ha contribuido a formar numerosos investigadores jóvenes, chilenos y extranjeros, que hoy se desempeñan en distintos centros de excelencia.

## Seminarios y conferencias
Ha sido invitado a impartir clases en las más prestigiosas Escuelas Internacionales de temporada en España, Ecuador, Francia, Brasil, Chile. Ha sido invitado en varias ocasiones a dictar Conferencias Plenarias e Inaugurales en prestigiosos Congresos Internacionales de Matemática (por ejemplo, 2nd Italian-Latinoamerican Conference on Applied and Industrial Mathematics, Roma (1997), 29th French National Congress on Numerical Analysis, Ardèche (1997), 4th World Congress on Computational Mechanics, Buenos Aires (1998), 1st International Congress on Asymptotic Analysis of Heterogeneous Media and of Structures, St. Petersburg (2000), 1st Latin America Congress of Mathematicians, Río de Janeiro (2000), XVII National Spanish Congress on Differential Equations and Applications and VII Congress on Applied Mathematics, Salamanca (2001), 6th France-Chile and Latinoamerican Conference on Applied Mathematics, Santiago (2001), Pan-American Advanced Studies Institute on Partial Differential Equations, Santiago (2003), The International Congress on Industrial and Applied Mathematics, Valencia (2019) (ICIAM 2019,biobochile.cl).
Fue Chairman y Organizador del 2.º Congreso Franco-Chileno y Latino Americano de Matemáticas Aplicadas, realizado en Santiago en diciembre de 1989. Desde 2002, es el único matemático latinoamericano nombrado Miembro del Comité Editorial de la prestigiosa revista “Mathematical Models Methods Applied Sciences”, World Scientific Publishing Co. Ltd., New Jersey/London. Ha sido invitado a dictar seminarios en diversas Universidades, Institutos y Centros de Investigación de Chile, Argentina, Francia, España, Rusia, India, Rumania, Estados Unidos, Portugal, Italia, Bélgica.

## Premios
Carlos Conca recibió el premio Manuel Noriega Morales, año 1994, en el campo de las Ciencias Exactas. Se trata de un reconocimiento de carácter Latino-Americano, otorgado por la Organización de Estados Americanos, que recibió por sus trabajos sobre Análisis Matemático de diversas Ecuaciones de la Física-Matemática.
En 1996 el premio Manuel Montt, en el campo de las Ciencias Exactas (distinción que compartió con el geólogo chileno Dr. Oscar González-Ferrán). Se trata de un premio de carácter Nacional, que le otorgó la Fundación Pedro Montt, en reconocimiento a la mejor Obra Científica publicada en Chile, o en el extranjero, entre 1991 y 1996.
En Chile, el presidente de la República le otorgó en 1996 una Cátedra Presidencial en Ciencias, según veredicto de un Jurado Internacional integrado por los profesores R. Marcus (Pasadena; Presidente, Premio Nobel de Química, 1990), D. Gross (Princeton), C. Milstein (Cambridge, U.K.), E. Neher (Göttingen), P. Cartier (París). El mismo año 1996 recibió de manos del Rector de la Universidad de Chile, la Medalla Rectoral. Desde el 2002 es Miembro Correspondiente de la Academia Chilena de Ciencias del Instituto de Chile.
En Francia, por disposición del Ministro de Educación, Investigación y Tecnología, con fecha 15 de junio de 1998, se aprobó la decisión de los Consejos Universitarios de la Universidad de Metz de conferirle el título y las insignias de doctor honoris causa. La Ceremonia solemne tuvo lugar el 28 de octubre de 1998 en el anfiteatro François-Yves Le Moigne, del Campus Saulcy de la Universidad de Metz. Así, Carlos Conca Rosende se convirtió en el primer científico chileno en ser reconocido por el Gobierno Francés con una distinción de este tipo en el área de las Ciencias Exactas y Naturales.

## Publicaciones
Ha publicado libros y numerosos artículos (ver MathSciNet o Google Scholar), entre ellos:
- Problèmes Mathèmatiques en Couplage Fluide-Structure. Applications aux Faisceaux Tubulaires,  Eyrolles, Paris, 1994, 376 páginas, ISBN 978-2212016376, con J. Planchard, B. Thomas y M. Vanninathan.
- Fluids and Periodic Structures, J. Wiley & Sons, Masson, Paris, 1995, 333 páginas, ISBN 9780471960591, on J. Planchard y M. Vanninathan.
- Boundary layers in the homogenization of a spectral problem in fluid-solid structures, SIAM J. Math. Anal. 29, p. 343-379, 1998, con G. Allaire.
- Bloch wave homogenization and spectral asymptotic analysis, J. Math. Pures et Appl. 77, p. 153–208, 1998, con G. Allaire.
- Bloch wave decomposition in the homogenization of periodically perforated media, Indiana Univ. Math. J. 48, p. 1447–1470, 1999, con D. Gómez, M. Lobo-Hidalgo y M.E. Pérez.